# Ширококолійна залізниця Чоп — Чєрна-над-Тисою
Ширококолійна залізниця Чоп — Чєрна-над-Тисою — одноколійна залізнична лінія у східній частині Словаччини з шириною колії 1520 мм. Це одна з двох ліній шириною 1520 мм у Словаччині (друга і найдовша лінія від Ужгорода до Ганіски). Лінія починається у ширококолійній частині станційної колії на станції Чоп і веде через найзахідніше українське село Соломоново до залізничного перевантажувального пункту Чєрна-над-Тисою. Звідти вона продовжується в межах зони перевалки до контейнерного терміналу в селі Добра, де закінчується.

## Історія
Широка колія через державний кордон Чехословаччини та Радянського Союзу була включена в плани ще у 1940-х роках, особливо у зв'язку з запланованим будівництвом великого залізничного перевантажувального депо у Чєрна-над-Тисою. Ідея була негайно реалізована. У 1947 році  була введена в експлуатацію лінія від Чопа до Чєрної-над-Тисою, як перша ширококолійна лінія в Чехословаччині. Лінію було побудовано за найкоротший період на майже рівнинній місцевості з мінімальними ухилами та необхідністю будівництва залізниці, паралельної існуючій ділянці звичайної колії. Після 1960 року електрифікацію проводили за допомогою стандартної системи постійного струму з метою підвищення пропускної здатності та ефективності транспорту. Обсяг перевезень досяг кульмінації в період найбільшого будівництва перевантажувального майданчика та торгівлі з СРСР — за цей час лінією щоденно мало змогу курсувати до 50 поїздів . Після цього кількість підключень зменшилася.

## Опис лінії

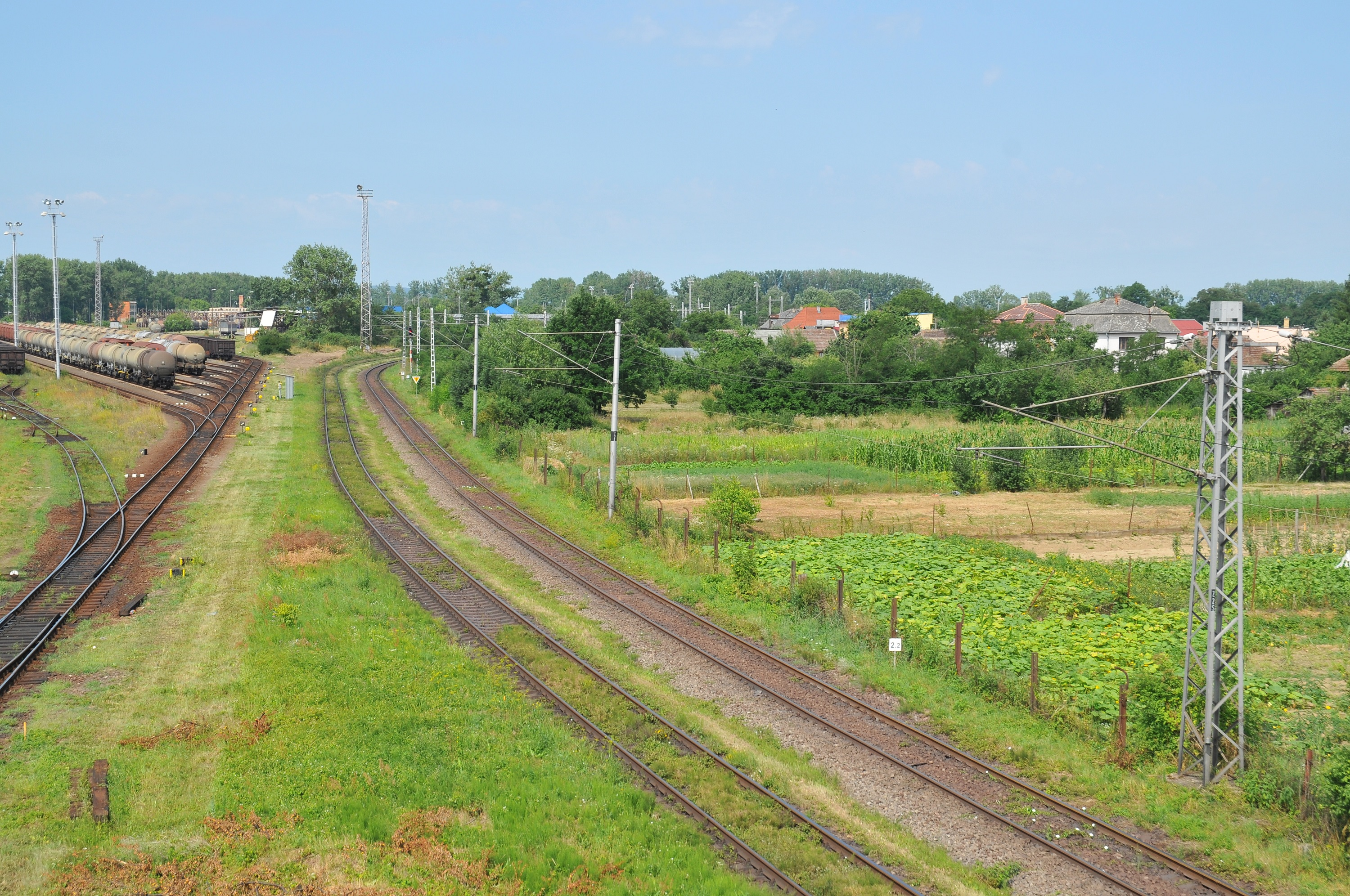
Краєвид станції Чєрна-над-Тисою

На лінії досі працюють вантажні поїзди, які здійсюють перевезення вантажів та перевалки вантажів до терміналу Чєрна-над-Тисою. Вони продовжують прямувати головною лінією до станції Кошиці у вагонах європейської колії. Зворотно, в Україну перевозяться лише порожні вагони після розвантаження (за винятком деяких вагонів-контейнерів з терміналу у селі Добра) — перевантаження з вагонів звичайної колії в напрямку України здійснюється лише на станції Чоп. Проте інтенсивність руху не є високою; за добу державний кордон перетинають приблизно 3-5 пар поїздів.
З 2009 року лінією курсують також контейнерні поїзди з вантажами з Азії. Колія також лідирує за довжиною поїздів — завдяки нормі довжини поїздів 980 метрів тут курсують найдовші поїзди на території не лише Словаччини, а й усієї колишньої Чехословаччини. Поїзди міждержавного сполучення курсують під тягою виключно українських локомотивів ВЛ10 або ВЛ11 (Укрзалізниці). Ширококолійні зміни в Чєрній-над-Тисою займають локомотиви, а саме серії 770.8, 771.8 та 773.8 перевізника «Železničná spoločnosť Cargo Slovakia».

## Маршрут
Маршрут ширококолійної залізниці через Чоп — Шкода Соломоново — роз'їзд 271 км — блокпост — кордон — станція прикордонного контролю (0,262 km) — Чєрна-над-Тисою — Добра

## Галерея

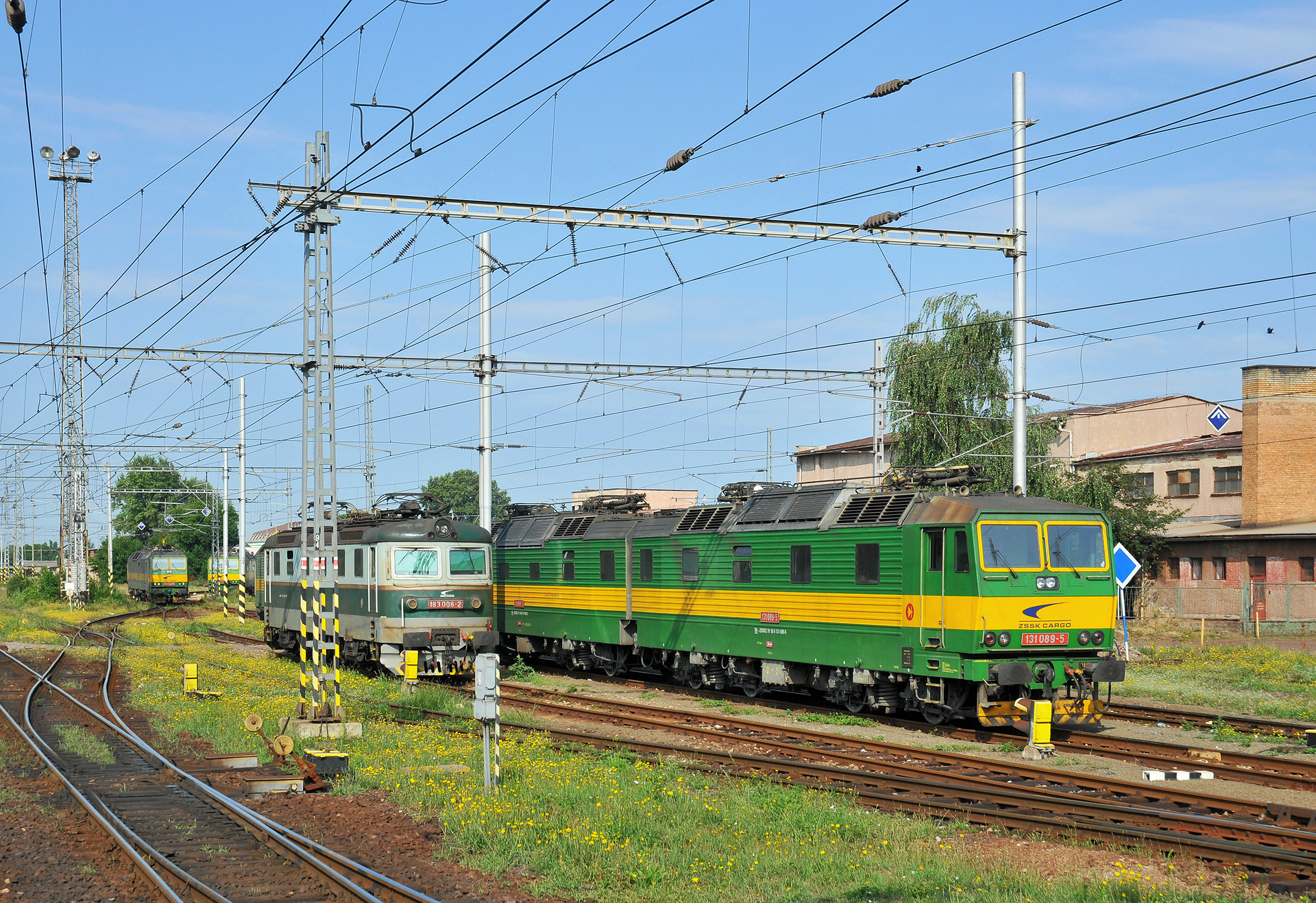
Станція Чєрна-над-Тисою
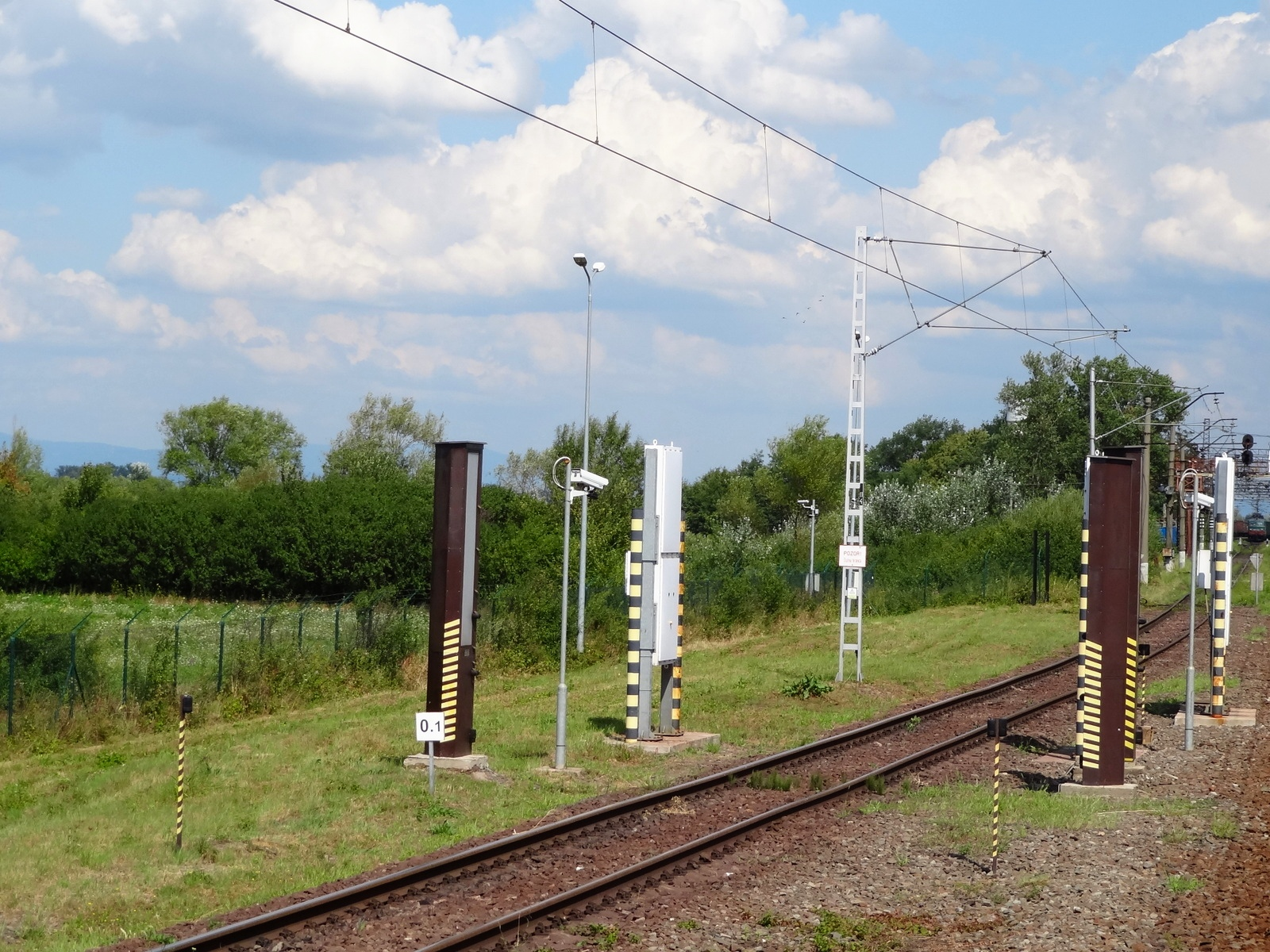
Сканер вантажних поїздів на кордоні (0,262 km)
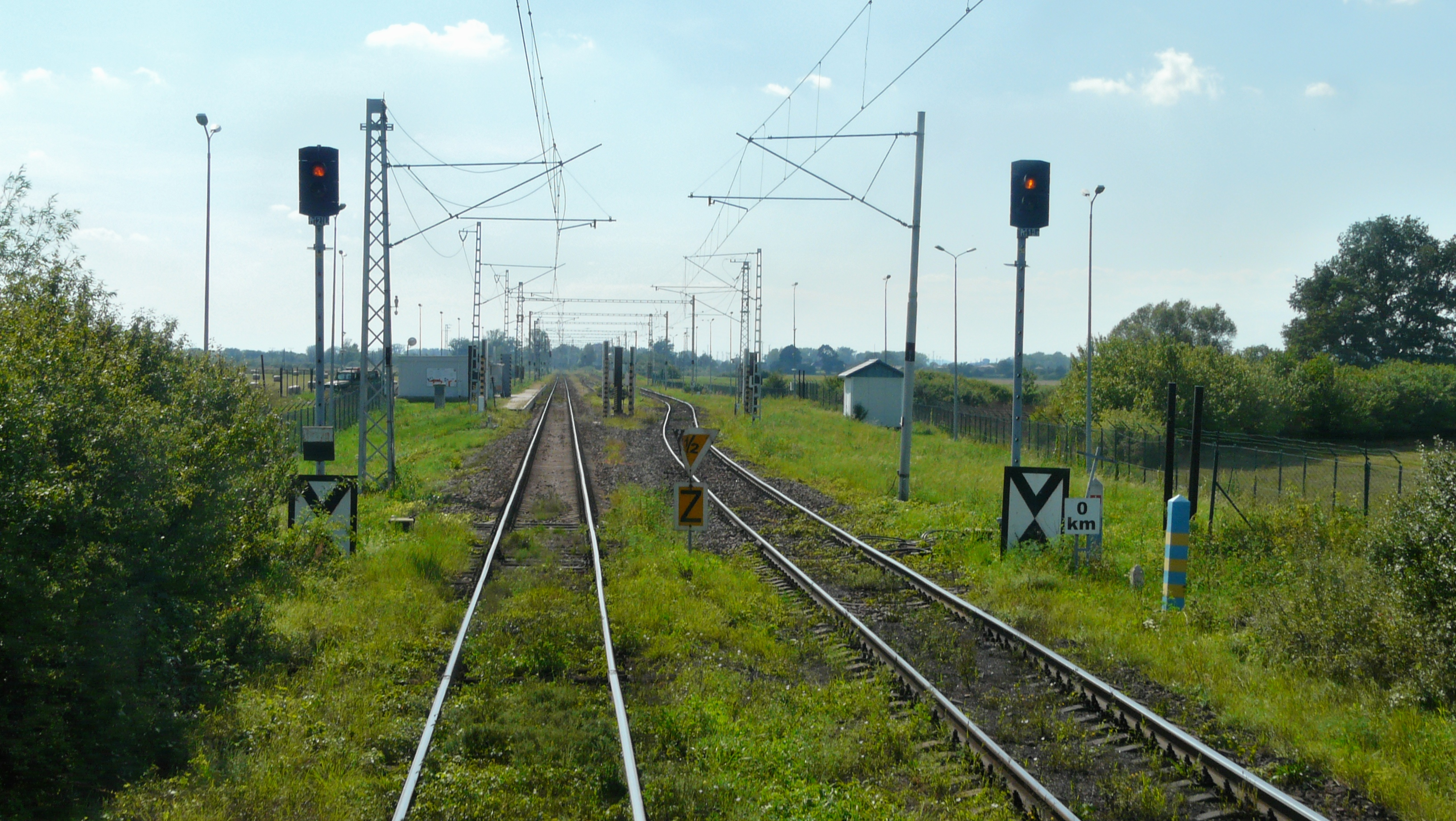
Державний кордон, 0,0 км
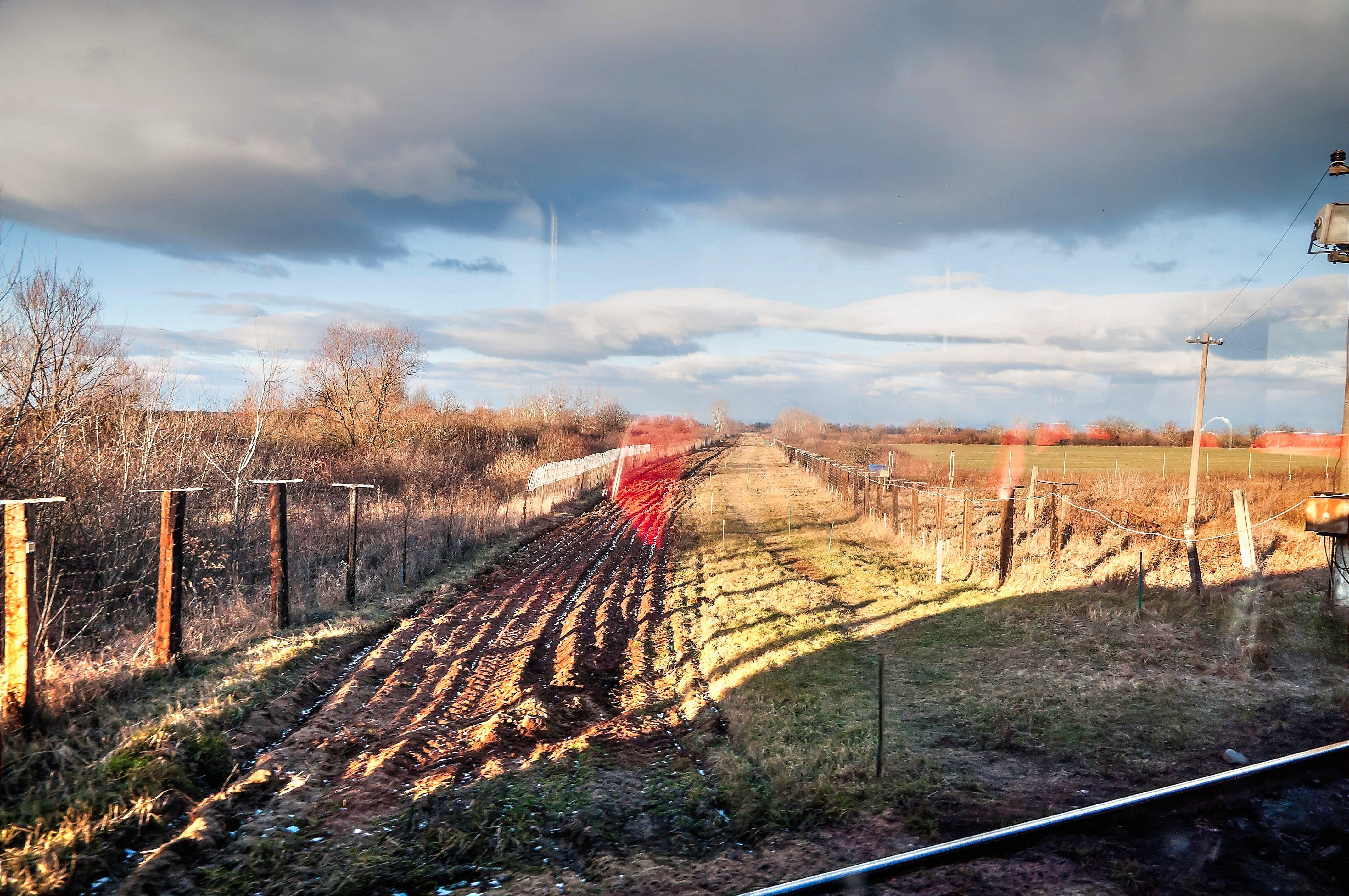
Залишки радянської сигналізації С-175 «Гардина»
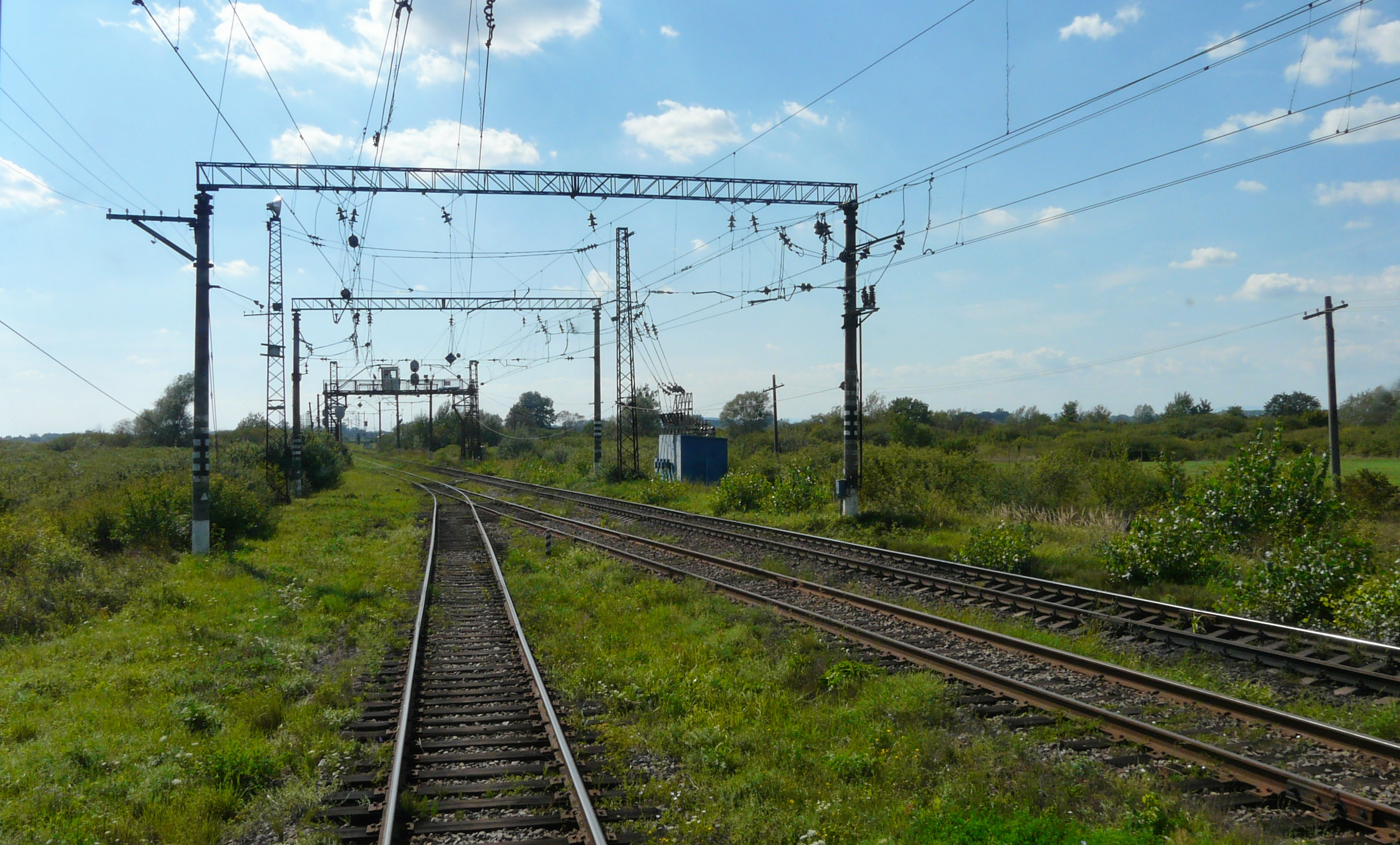
Українська митна територія
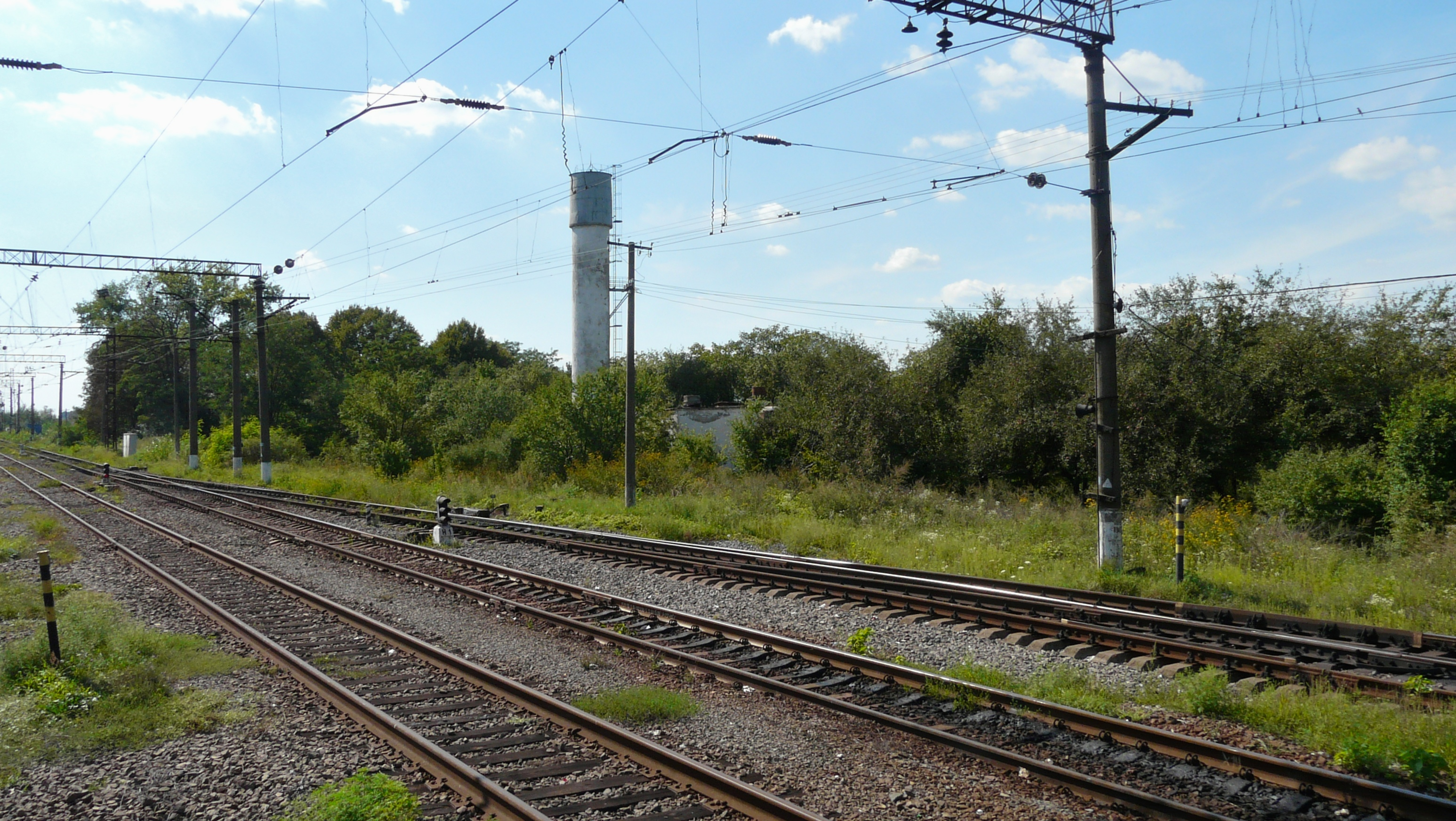
Роз'їзд 271 км
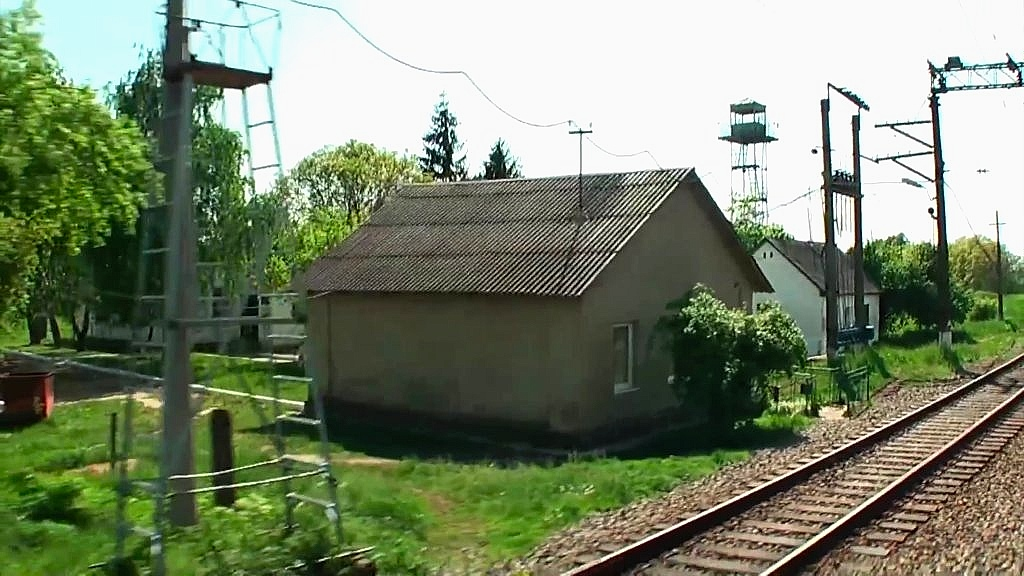
Митний та прикордонний пункт (Блокпост 270,7 км)
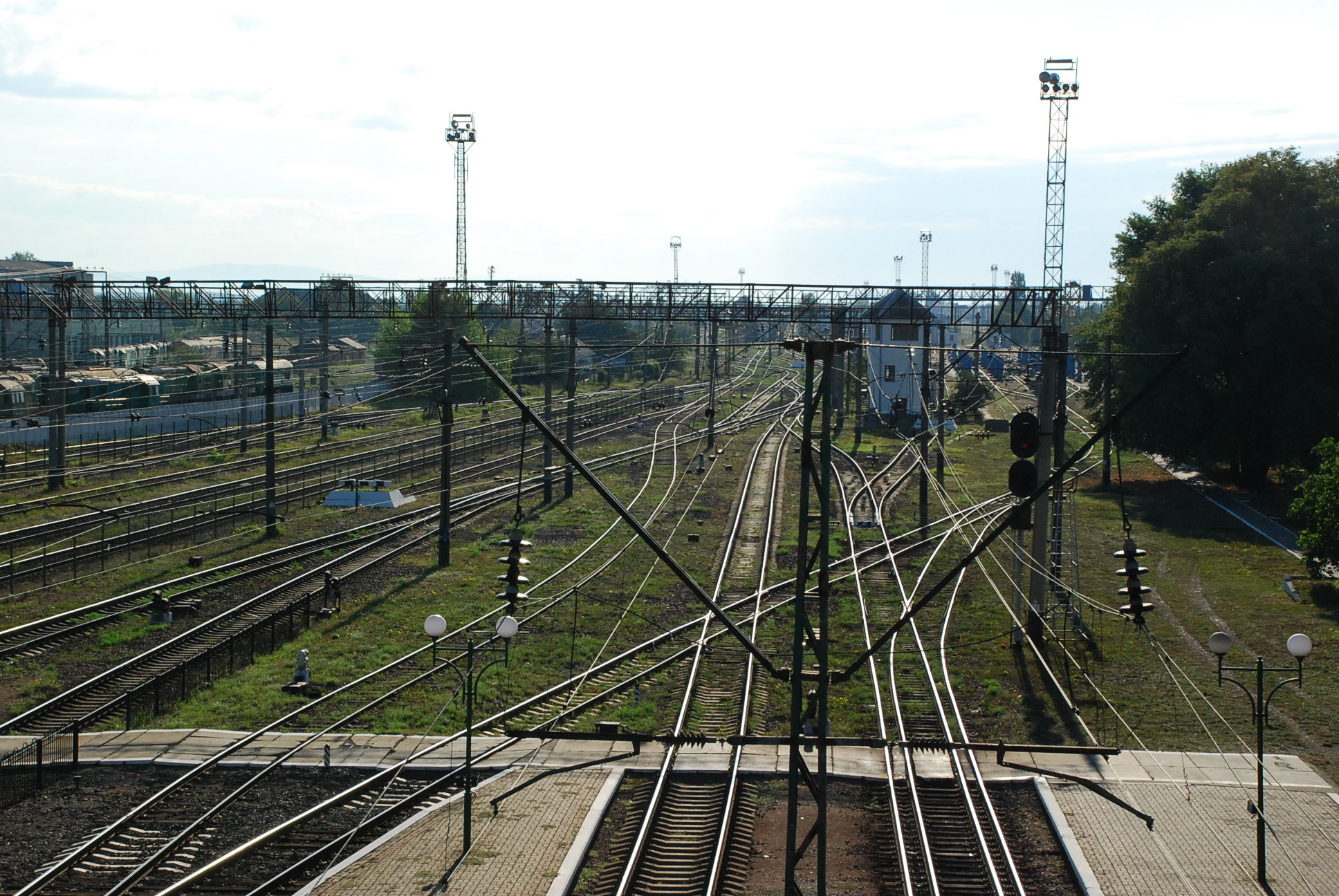
Станція Чоп